# Vieiralves

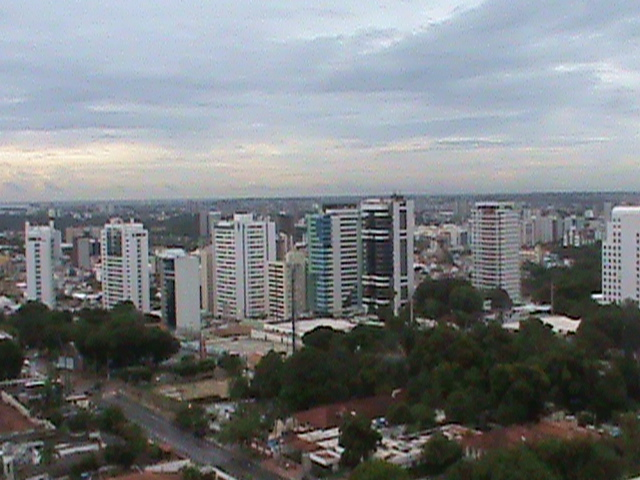
Vista parcial do Conjunto Isaías Vieiralves.

O Vieiralves é um conjunto residencial da cidade de Manaus, estando localizado no bairro Nossa Senhora das Graças na zona Centro-Sul da cidade. É um conjunto de classe média alta. Devido à sua localização central na cidade e por ser uma área nobre, tornou-se um importante centro comercial, possuindo muitas lojas, restaurantes, temakerias e bares famosos. Surgiu no ano de 1974 com o nome de Isaías Vieiralves. Faz limite com o loteamento Jardim Amazônia e com o conjunto Jardim Olívia. A maioria das ruas do bairro têm nomes de rios da Amazônia. As principais são: João Valério, Acre, Rio Branco, Rio Jutaí, Rio Madeira, Rio Purús, Rio Mar e Rio Içá.
O nome original do lugar é em homenagem a Isaías Vieiralves, brasileiro nascido em 1884, no município de Sobral no estado do Ceará, e que casou em 1913 em Manaus com a senhorita Marriage. Morreu na capital amazonense em 1958.